# 1964年東京オリンピックのデンマーク選手団
1964年東京オリンピックのデンマーク選手団（1964ねんとうきょうオリンピックのデンマークせんしゅだん）は、1964年10月10日から10月24日にかけて日本の首都東京で開催された1964年東京オリンピックのデンマーク選手団、およびその競技結果。

## 概要
今大会は金メダル2個、銀メダル1個、銅メダル3個の合計6個のメダルを獲得した。

## メダル
| メダル | 選手名               | 競技   | 種目                  |
| ------ | -------------------- | ------ | --------------------- |
| 銀     | キエル・ロディアン   | 自転車 | 男子個人ロードレース  |
| 銅     | プレベン・イサクソン | 自転車 | 男子4000m個人追い抜き |